# Virabhadrasana II
Virabhadrasana II (Sanskriet voor Held II Houding of Krijger II Houding) is een veelvoorkomende houding of asana.
| Sanskriet  | vertaling                                                                                  |
| virabhadra | een trotse krijger, incarnatie van Shiva, met duizend hoofden en voeten met een tijgerhuid |
| asana      | houding (letterlijk: 'zit')                                                                |

## Beschrijving
De Held II is een staande houding. De houding begint rechtop met de voeten naast elkaar en een flinke stap naar voren met de rechtervoet. Houd hierbij voorste voet in een rechte lijn en zet de achterste voet dwars neer. Beweeg de heup naar voren, adem in en maak van de armen een horizontale lijn, de ene hand boven de hiel en de andere arm boven de knie en erbuiten. Houd hierbij de handpalmen naar beneden. Adem uit en buig zo ver als gaat door de rechterknie, zonder dat de linkerhiel omhoogkomt. Adem een aantal keren in en uit. Doe de oefening nogmaals, in tegengestelde vorm.
Er zijn nog twee Held- of Krijgerhoudingen. Dat zijn:
- Virabhadrasana I
- Virabhadrasana III

Godhapitham is een houding die veel lijkt op de Held I.